# Farmàcia Magriñá
La Farmàcia Magriñá és una botiga del Vendrell inclosa a l'Inventari del Patrimoni Arquitectònic de Catalunya.

## Descripció
És un edifici compost per quatre plantes separades per motllures. La part més interessant són els baixos, millor dit la porta d'entrada a la farmàcia. Aquesta és feta de fusta i vidre, i té lletres i motius decoratius propis d'aquesta mena d'establiment. Consta, també d'una porta de fusta de quatre cossos que tanca la vidriera. A la planta principal destaca una barana de ferro que descriu unes formes còncaves-convexes. El segon pis té també un balcó i una finestra, i a la part esquerra hi ha un remat de la casa, però a la dreta encara hi ha una tercera planta, rematada com el segon pis, per una cornisa sostinguda per mènsules i una barana de pedra de dibuixos geomètrics. L'interior de la farmàcia conserva encara tots els prestatges inicials, fets de fusta de Flandes, així com la decoració original.

## Història
Fou construïda l'any 1899 pel senyor Josep Magriñá i Romey, pare de l'actual propietària. La farmàcia es va inaugurar el 3 de juliol de 1901. En la construcció van intervenir el fuster Benvingut Armengol i la fusta fou importada de Flandes. També hi van contribuir el lampista Magí Ramon, el pintor Anton Barnadas, el serraller Pau Socias i el mestre de cases Anton Sabanés.
La farmàcia ha tingut diferents titulars: Sr Ribes, Alsina, Miralles, Ruiz Perales, Roca Rovira. De 1971 fins al 13 d'octubre 2010 quan va tancar definitivament, el titular és el Joan Maria Magriñá Caralt (1940-2014) net del Josep Magriñá.